# 바비큐 소스

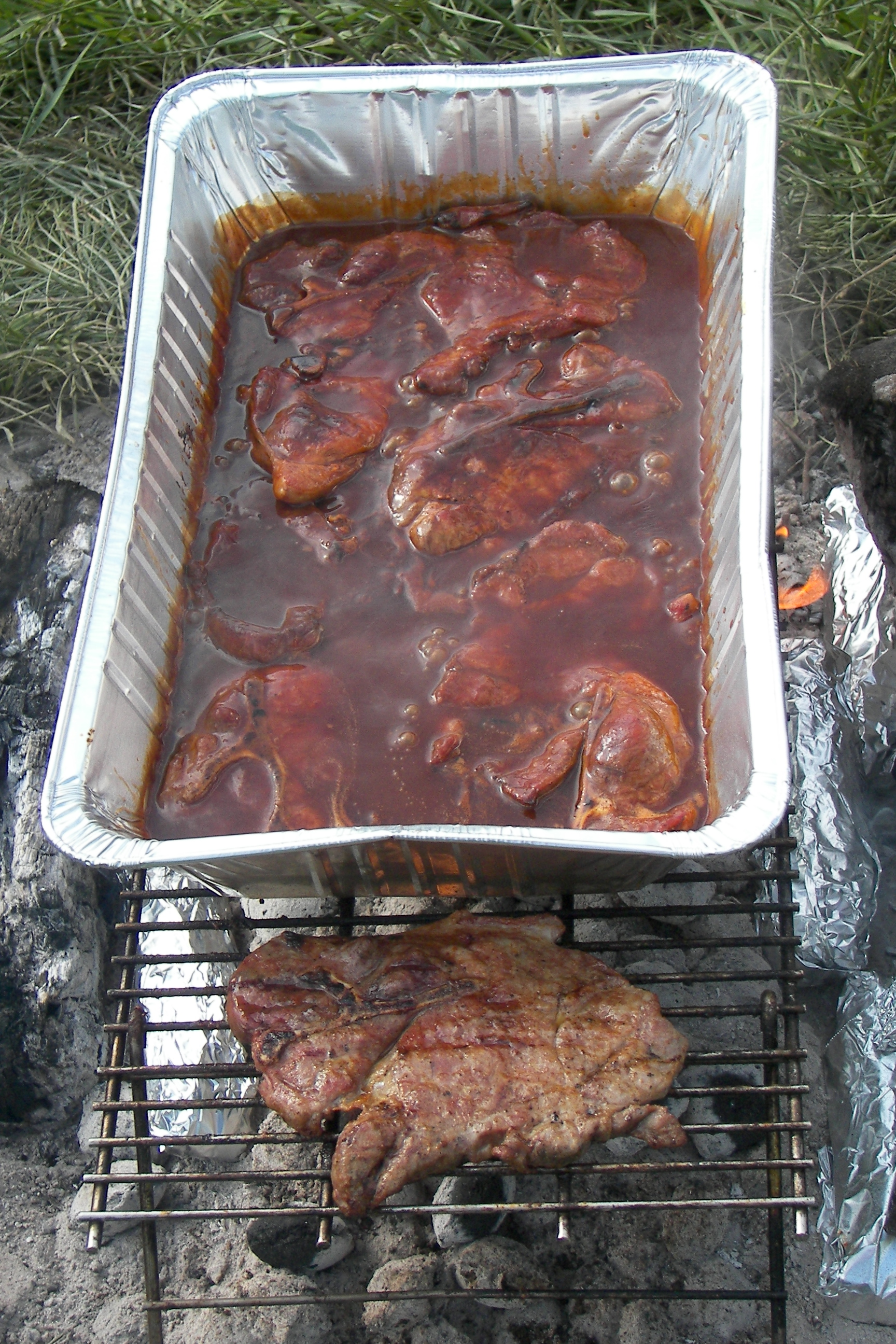
바비큐 소스를 얹은 바비큐

바비큐 소스(Barbecue sauce) 또는 BBQ 소스(BBQ sauce)는 바비큐 위에 얹은 소스이다. 남미 어디서든 볼 수 있는 조미료이며 수많은 다른 음식들에도 사용된다.

## 역사
일부는 17세기 최초 미국 식민지의 형성 시기에 바베큐 소스의 기원을 둔다.

## 같이 보기
- 브라운 소스
- 케첩
- 재우기